# 小野麻亜矢
小野 麻亜矢（おの まあや、1983年1月26日 - ）は、日本の元女優、ヨガインストラクター。神奈川県横浜市出身、東京都育ち。

## 略歴・人物
- 4歳の時にオーディションに合格して永谷園の「五目チャーハン」のCMに出演しているが、本格的なデビューは1997年のテレビドラマ『サイコメトラーEIJI』（日本テレビ）への出演となる。
- 所属事務所はジールアソシエイツ（- 2004年）→プラチナムプロダクション（2005年 - 2006年）→オスカープロモーション（2007年 - 2017年）。
- 特技はピアノ。
- 弟は俳優の小野健斗[1]。
- ファッションデザイナーの永野祐里子[2]と、作曲家・ピアニストの藤本藍[3]は中学時代からの親友。
- 女優のはねゆりと仲が良い[4]。
- 2015年11月22日に舞台『ネオロマンス・ステージ 遙かなる時空の中で 朧草紙』で共演した俳優の寿里と結婚したが、2017年12月31日の寿里のブログで離婚した事を報告した。
- 2017年1月31日をもって芸能界を引退。現在はヨガインストラクターとして活動[5]。

## 出演

### テレビドラマ
- サイコメトラーEIJI 第6・7話（1997年、日本テレビ） - 岡村いずみ（スクエアドールのメンバー） 役
- プリズンホテル（1999年4月-  6月、テレビ朝日） - 幸枝 役
- 池袋ウエストゲートパーク 第5話（2000年、TBS） - アスミ 役
- エースをねらえ!（2004年1月 - 3月、テレビ朝日） - 田中沙織 役
- 仔犬のワルツ 第2・3話（2004年、日本テレビ） - 江川みか 役
- ああ探偵事務所 第9話（2004年、テレビ朝日） - 恵 役
- はるか17 第2話（2005年、テレビ朝日）
- しにがみのバラッド。 第9話（2007年、テレビ東京）
- ガラスの牙（2007年、中部日本放送） - 山浦真理 役
- 死化粧師（2007年、テレビ東京） - 美原マドカ（看護士） 役
- 打撃天使ルリ 第2話（2008年、テレビ朝日）
- ラストメール 第3話（2008年、BS朝日）
- 土曜ワイド劇場（テレビ朝日）
  - 京都・美人女優連続殺人事件（2010年4月24日） - 中里みなみ 役
  - 逆転報道の女（2012年2月18日） - 三上玲奈 役
  - 新・おとり捜査官19・罪深き美女・連続殺人!（2015年9月12日） - 宮島理香子 役
- タンブリング（2010年4月 - 6月、TBS） - 谷村教師 役
- バラ色の聖戦 第3話（2011年、テレビ朝日） - モデル 役
- 王様の家（2011年、BS朝日） - 鷲尾まどか 役
- イロドリヒムラ 第1話（2012年10月15日、TBS） - 洋服屋Sister店員 役
- 月曜ゴールデン（TBS）
  - 家庭教師が解く! 〜殺人方程式の推理ドリル〜（2013年5月20日） - 松尾真紀 役
  - 浅見光彦シリーズ33・蜃気楼（2013年9月16日） - 島村千夏 役
  - 特別企画「隣の女」（2014年5月19日）
  - 守護神・ボディーガード 進藤輝3（2014年6月9日、TBS） - 河合玲奈 役
- 水曜ミステリー9（テレビ東京）
  - 不倫調査員・片山由美14・京都・花の殺人乱舞（2014年8月6日） - 高田久美 役
  - 残り火（2014年10月29日） - 野上小夜 役
  - 逆転弁護士ヤブハラ2・京都・十七年前の真実（2015年10月7日） - 生野美帆 役
- スペシャルドラマ「黒蜥蜴」（2015年12月22日、関西テレビ）
- 月曜名作劇場「刑事夫婦3」（2017年2月27日、TBS） - まり子 役[6]

### 映画
- 飛ぶは天国、もぐるが地獄（1999年、若松プロ） - 主演
- メトレス（1999年、松竹） - 遠野聖子 役
- 仮面学園（2000年、東映） - 水月 役
- 東京マリーゴールド（2001年、オメガ・エンタテインメント） - ミナヨの友人 役
- BOM!（2001年、ケイエスエス） - 乱子 役
- 多摩川少女戦争（2002年、スペースクリックコム） - 主演・ナオ 役

### バラエティ
- 世界楽園リゾート（2009年、BS-TBS） - ナビゲーター
- ニッポン・ダンディ（2012年10月 - 2013年3月、TOKYO MX） - 木曜バーディ
- 有吉AKB共和国（2014年11月、TBS） - マネージャー 役

### オリジナルビデオ
- 死刑確定IV（2006年）

### CM
- NTTDoCoMo関西 FOMA バーベキュー編（2003年）
- ウテナ プロカリテ・ストレートパーマ（2004年）
- ワコール 企業 ワコールクオリティ編（2003年）
- クリナップ AQULIA ひとつの水槽編（2004年）
- 家庭教師のトライ

### 舞台
- ネオロマンス・ステージ 遙かなる時空の中で 朧草紙（2009年1月4日 - 18日、サンシャイン劇場／1月31日 - 2月1日、大阪厚生年金会館 芸術ホール） - シリン 役
  - 再演（2009年8月12日 - 16日、なかのZEROホール）
- ミラクル☆トレイン〜大江戸線へようこそ〜（2010年12月8日 - 15日、全労済ホール／スペース・ゼロ） - お六 役
- 舞台『遙かなる時空の中で2』（2011年6月） - 鬼の一族シリン 役
  - 再演（2012年5月30日 - 6月3日）
- 夏のバッキャロー!!（2012年8月22日 - 26日）
- 魔劇「今日からマ王!」〜魔王誕生編〜（2013年4月25日 - 5月6日、銀座博品館劇場） - フォンシュピッツヴェーグ卿ツェツィーリエ 役

### ゲーム
- ØSTORY ラブストーリー（2000年、エニックス） - 鷲尾保子 役